# Vrh nad Želimljami
Vrh nad Želimljami – wieś w Słowenii, w gminie Škofljica. W 2018 roku liczyła 347 mieszkańców.